# Puchar Pokoju w piłce nożnej
Puchar Pokoju (ang. Peace Cup) – rozgrywany w latach 2003–2012 w Korei Południowej (edycje: 2003, 2005, 2007, 2012) i Hiszpanii (2009), towarzyski turniej piłkarski. Turniej wspomagany był finansowo przez Sunmoon Peace Football Foundation - jedną z organizacji należących do Kościoła Zjednoczeniowego. W latach: 2003, 2005 i 2007 udział w turnieju brało 8 drużyn. W 2009 r. turniej liczył 12 zespołów. W październiku 2012 r. ze względu na śmierć Sun Myung Moona - fundatora Kościoła Zjednoczeniowego - ogłoszono, że dalsze edycje Pucharu Pokoju nie będą rozgrywane.

## Dotychczasowe edycje
| Edycja  | Finał             | Finał                      | Finał                 |
| Edycja  | Zwycięzca         | Wynik                      | Przegrany             |
| ------- | ----------------- | -------------------------- | --------------------- |
| PP 2003 | PSV Eindhoven     | 1–0                        | Olympique Lyon        |
| PP 2005 | Tottenham Hotspur | 3–1                        | Olympique Lyon        |
| PP 2007 | Olympique Lyon    | 1–0                        | Bolton Wanderers      |
| PP 2009 | Aston Villa       | 0–0 (dog.) (4–3 w karnych) | Juventus F.C.         |
| PP 2012 | Hamburger SV      | 1–0                        | Seongnam Ilhwa Chunma |

## Zwycięzcy i finaliści
| Drużyna               | Ilość zdobytych tytułów | Przegrany      |
| --------------------- | ----------------------- | -------------- |
| Olympique Lyon        | 1 (2007)                | 2 (2003, 2005) |
| Aston Villa           | 1 (2009)                | 0              |
| PSV Eindhoven         | 1 (2003)                | 0              |
| Tottenham Hotspur     | 1 (2005)                | 0              |
| Hamburger SV          | 1 (2012)                | 0              |
| Bolton Wanderers      | 0                       | 1 (2007)       |
| Juventus F.C.         | 0                       | 1 (2009)       |
| Seongnam Ilhwa Chunma | 0                       | 1 (2012)       |

## Most Valuable Players
| Rok  | Złota Piłka   | Srebrna Piłka      | Brązowa Piłka   |
| ---- | ------------- | ------------------ | --------------- |
| 2003 | Park Ji-sung  | Lee Cattermole     | Wamberto        |
| 2005 | Robbie Keane  | Mido               | Lee Young-pyo   |
| 2007 | Karim Benzema | Jussi Jääskeläinen | Nicolas Anelka  |
| 2009 | Ashley Young  | Hulk               | Marc Albrighton |
| 2012 | Marcus Berg   |                    |                 |

## Złoty But
| Rok  | Piłkarz         | Drużyna           | Gole |
| ---- | --------------- | ----------------- | ---- |
| 2003 | Mark van Bommel | PSV Eindhoven     | 2    |
| 2005 | Robbie Keane    | Tottenham Hotspur | 4    |
| 2007 | Kim Källström   | Olympique Lyon    | 2    |
| 2009 | Hulk            | FC Porto          | 3    |
| 2012 | Mitchell Schet  | FC Groningen      | 2    |